# Rasmus Lauritsen
Rasmus Steensbæk Lauritsen (født 27. februar 1996) er en dansk fodboldspiller, der spiller for den danske Superliga klub Brøndby IF.

## Karriere
Lauritsen har både spillet for Herning Fremad og Brande Idrætsforening som ungdomsspiller, før han skiftede til FC Midtjylland i sommeren 2011.

### FC Midtjylland
Som 19-årig fik Lauritsen sin officielle debut for FC Midtjylland den 8. november 2015. Det skete i Superliga-kamp mod Esbjerg fB. Lauritsen startede på bænken, men erstattede Kian Hansen i det 85. minut i kampen, som FCM vandt 5-1.

### Skive IK
Den 5. januar 2016 offentliggjorde Skive IK, at klubben havde underskrevet en toårig kontrakt med Lauritsen.

### Vejle Boldklub
Lauritsen underskrev den 9. juni 2017 en toårig aftale med Vejle Boldklub. Allerede kort inde i Lauritsens første halvsæson i klubben, i september, havde han imponeret så meget, at klubben forlængede hans kontrakt med yderligere et år, så den løb til sommeren 2020.
Lauritsen var fast mand lige fra start og dannede under træner Adolfo Sormani makkerpar i midterforsvaret med Mads Greve. De sørgede ikke blot for, at Vejle Boldklub overvintrede 2017-18-sæsonen på førstepladsen i NordicBet Ligaen. Med blot 18 indkasserede mål havde klubben også rækkens bedste forsvar. Lauritsen scorede desuden fire mål i efteråret 2017.
2018-19-sæsonen blev ligeledes indledt som fast starter, men som efteråret 2018 skred frem kom han længere væk fra startopstillingen. I januar 2019 hentede Vejle Boldklub midterforsvareren Branko Ilic, som gjorde udsigten til spilletid sværere. Han spillede i løbet af efteråret 2018 18 kampe i Superligaen, heraf 16 som en del af startopstillingen.

### IFK Norrköping
Den 11. februar 2019 blev det offentliggjort, at Lauritsen skiftede til IFK Norrköping. Kontrakten havde en varighed af tre år, og ifølge Aftonbladet var transfersummen på 3 millioner svenske kroner svarende til cirka 2,2 millioner danske kroner.

## Private forhold
Rasmus Lauritsens tvillingebror er også fodboldspiller.
Hans favoritspiller er Andy Carroll, og hans favorithold er Arsenal.